# قصر باناجه
قصر باناجه أحد القصور التاريخية الموجودة في مدينة جدة، وهو الآن من المواقع التاريخية الآثرية.

## تأسيس القصر
كان عبد الرحمن باناجه مؤسس هذا القصر، والذي كان في بداياته يعمل حمالاً في أحد البيوت بجدة، ثم أصبح حمالاً لدى أحد التجار يشرف على المخازن التي تتوفر فيها البضائع، وكان يحمل الأكياس على ظهره حتى يخرجها من المخزن إلى العربة التي ستنقلها، أو يحمل الأكياس حتى يتم ترتيبها في المخزن، ثم تطور شيئاً فشيئاً حتى أشتغل بالتجارة، وأصبح لديه المال والعمال، وتمكن من بناء هذا القصر الذي يتوسط سوق الندى حيث يطل مدخله الرئيسي والشارع المحاذي لمسجد الحنفي من الجهة الشرقية، وقد برز من ذريته أحمد باشا باناجه الذي كان وزيراً للمالية في عهد الشريف حسين بن علي فترة حكمه للحجاز سنة 1334-1341هـ.

## في عهد الملك عبد العزيز
كان الملك عبدالعزيز آل سعود أثناء تواجده في جدة، يحضر مع رجاله قبيل الأذان الأول لصلاة الجمعة إلى قصر باناجه بنحو نصف ساعة لتأدية الصلاة في صالون القصر.

## مكونات القصر
بنى أهالي جدة قصورهم من الحجر المتبقي والذي كانوا يستخرجونه من بحيرة الأربعين ثم يعدلونه بالآلات اليدوية ليوضع لهم في مواضع تناسب حجمه إلى جانب الأخشاب التي كانت ترد لهم من المناطق المجاورة كوادي فاطمة أو ما كانوا يستوردونه من الخارج عن طريق ميناء جدة خاصةً من الهند كما استخدموا الطين الذي كانوا يجلبونه من بحر الطين لاستخدامه في تثبيت المنقبة ووضع بعضها إلى بعض، وتتلخص طريقة البناء في رص الأحجار في مداميك يفصل بينها قواطع من الخشب تُدعى تكاليل لتوزيع الأحمال على الحوائط كل متر تقريباً، ويشبه المبنى القديم إلى حدٍ كبير المبنى الخرساني الحديث والأخشاب تمثل تقريباً الحوائط الخارجية للمنشأ الخرساني وذلك لتخفيف الأوزان باستعمال الخشب، وتتميز هذه الدور بوجود ملاقف على كافة الغرف في البيت أيضاً استخدمت الرواشن باحجام كبيرة، واستخدمت الاخشاب المزخرفة في الحوائط بمسطحات كبيرة ساعدت على تحريك الهواء وانتشاره في ارجاء الدار والقاء الظلال على جدران البيت لتلطيف الحرارة، كما كانت الدور تقام بجوار بعضها البعض، وتكون واجهاتها متكسرة لإلقاء الظلال على بعضها.

## انظر ايضاً
- قصر خزام (جدة)
- بيت نصيف
- جدة التاريخية

## وصلات خارجية
- مجلس الملك عبد العزيز في قصر باناجه بجدة القديمة يروي شواهد من «التواصل» بين الراعي ورعيته.